# Chuffilly-Roche
Chuffilly-Roche est une commune française, située dans le département des Ardennes en région Grand Est. Elle est constituée de quatre hameaux : Chuffilly, Roche, Méry et Cœgny. Chuffilly est le hameau le plus important de la commune et abrite la mairie. Le hameau de Roche est connu comme le « village de Rimbaud », qui y séjourna et y écrivit quelques-unes de ses œuvres.

## Géographie

### Localisation
La commune de Chuffilly-Roche se trouve dans le département des Ardennes, en région Grand Est.
Elle se situe à 41,90 km par la route de Charleville-Mézières, et à 5,18 km d'Attigny, bureau centralisateur du canton éponyme dont dépend la commune. En outre, elle fait partie du bassin de vie de Vouziers.
Les communes les plus proches, les distances étant mesurées entre chefs-lieux de communes à vol d'oiseau, sont : Sainte-Vaubourg (2,0 km), Coulommes-et-Margueny (2,4 km), Chardeny (3,2 km), Vaux-Champagne (3,7 km), Grivy-Loisy (3,9 km), Attigny (4,0 km), Quilly (4,4 km), et Rilly-sur-Aisne (4,9 km).
|                       | Attigny         | Voncq       |
| Sainte-Vaubourg       | Chuffilly-Roche |             |
| Coulommes-et-Marqueny | Chardeny        | Grivy-Loisy |

### Géologie et relief
La commune se trouve au sud du parc naturel régional des Ardennes qui est situé entre deux grandes unités géologiques. D'une part le massif ardennais, constitué de roches métamorphiques datant de l’ère primaire, et d'autre part la Thiérache et les Crêtes préardennaises constituées de roches sédimentaires de l'ère secondaire.
De la gaize — une roche caractéristique des Ardennes — datant de l'albien supérieur constitue la principale assise géologique de la commune. De plus, on note la présence d'un calcosol, c’est-à-dire un sol argilo-calcaire.
La superficie de la commune est de 7,67 km2, son altitude varie entre 87 m et 128 m.

### Paysages
Le département des Ardennes est divisé en douze unités paysagères. Chuffilly-Roche fait partie du « paysage de la Champagne humide et de l'Aisne », situé à l'extrémité est du Bassin parisien, ce paysage irrégulier alterne entre coteaux boisés et pâtures vertes. L'élevage et la culture s'y sont développés grâce au sol argileux présent dans la région paysagère, malgré l'apparition de nombreux ruisseaux et leurs ripisylves. Cependant, l'argile a également causé l'abandon de plusieurs bâtis traditionnellement construits en pans de bois et torchis.

### Hydrographie
La commune est dans la région hydrographique « la Seine du confluent de l'Oise (inclus) à l'embouchure » au sein du bassin Seine-Normandie. Elle est drainée par la Loire, le cours d'eau 01 de la commune de Voncq, le cours d'eau 01 de la commune de Chuffilly-Roche et le Fossé du Vivier Laurent,.
La Loire, d'une longueur de 10 km, prend sa source dans la commune de Coulommes-et-Marqueny et se jette  dans l'Aisne à Voncq, après avoir traversé trois communes.

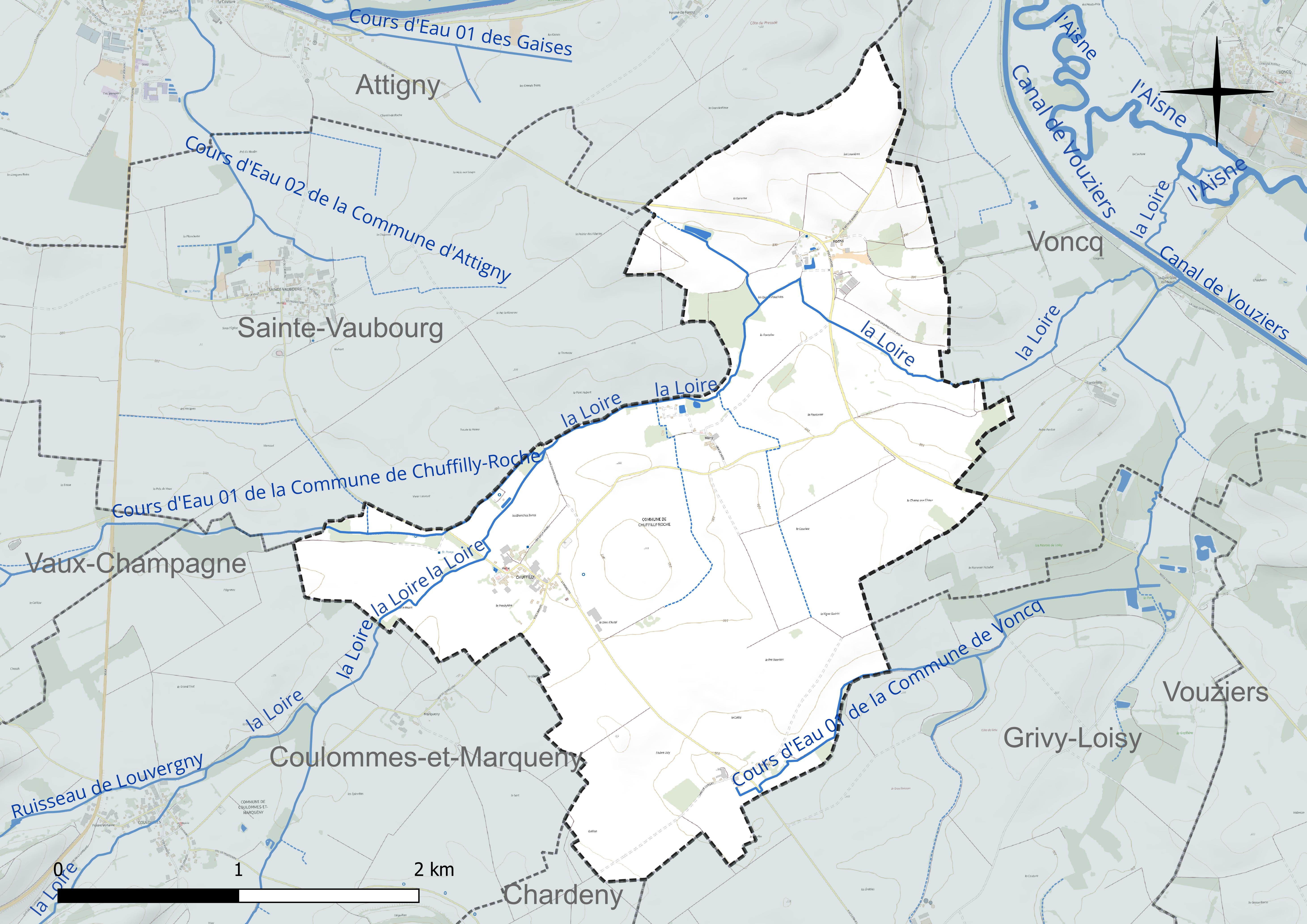
Réseau hydrographique de Chuffilly-Roche.

### Climat
Pour des articles plus généraux, voir Climat du Grand Est et Climat des Ardennes.
En 2010, le climat de la commune est de type climat océanique dégradé des plaines du Centre et du Nord, selon une étude du Centre national de la recherche scientifique s'appuyant sur une série de données couvrant la période 1971-2000. En 2020, Météo-France publie une typologie des climats de la France métropolitaine dans laquelle la commune est exposée à un climat océanique altéré et est dans la région climatique Nord-est du bassin Parisien, caractérisée par un ensoleillement médiocre, une pluviométrie moyenne régulièrement répartie au cours de l’année et un hiver froid (3 °C).
Pour la période 1971-2000, la température annuelle moyenne est de 10,3 °C, avec une amplitude thermique annuelle de 15,5 °C. Le cumul annuel moyen de précipitations est de 763 mm, avec 12,1 jours de précipitations en janvier et 8,7 jours en juillet. Pour la période 1991-2020, la température moyenne annuelle observée sur la station météorologique de Météo-France la plus proche, « Saulces-Champenoises », sur la commune de Saulces-Champenoises à 7 km à vol d'oiseau, est de 11,0 °C et le cumul annuel moyen de précipitations est de 691,6 mm. 
La température maximale relevée sur cette station est de 41,1 °C, atteinte le 25 juillet 2019 ; la température minimale est de −13,9 °C, atteinte le 7 février 2012,,.
Les paramètres climatiques de la commune ont été estimés pour le milieu du siècle (2041-2070) selon différents scénarios d'émission de gaz à effet de serre à partir des nouvelles projections climatiques de référence DRIAS-2020. Ils sont consultables sur un site dédié publié par Météo-France en novembre 2022.

### Milieux naturels et biodiversité
Aucun espace naturel présentant un intérêt patrimonial n'est recensé sur la commune dans l'inventaire national du patrimoine naturel,,.

## Urbanisme

### Typologie
Au 1er janvier 2024, Chuffilly-Roche est catégorisée commune rurale à habitat très dispersé, selon la nouvelle grille communale de densité à 7 niveaux définie par l'Insee en 2022.
Elle est située hors unité urbaine. Par ailleurs la commune fait partie de l'aire d'attraction de Vouziers, dont elle est une commune de la couronne,. Cette aire, qui regroupe 45 communes, est catégorisée dans les aires de moins de 50 000 habitants,.

### Occupation des sols
L'occupation des sols de la commune, telle qu'elle ressort de la base de données européenne d’occupation biophysique des sols Corine Land Cover (CLC), est marquée par l'importance des territoires agricoles (100 % en 2018), une proportion identique à celle de 1990 (100 %). La répartition détaillée en 2018 est la suivante :
terres arables (88,5 %), prairies (6,7 %), zones agricoles hétérogènes (4,8 %). L'évolution de l’occupation des sols de la commune et de ses infrastructures peut être observée sur les différentes représentations cartographiques du territoire : la carte de Cassini (XVIIIe siècle), la carte d'état-major (1820-1866) et les cartes ou photos aériennes de l'IGN pour la période actuelle (1950 à aujourd'hui).

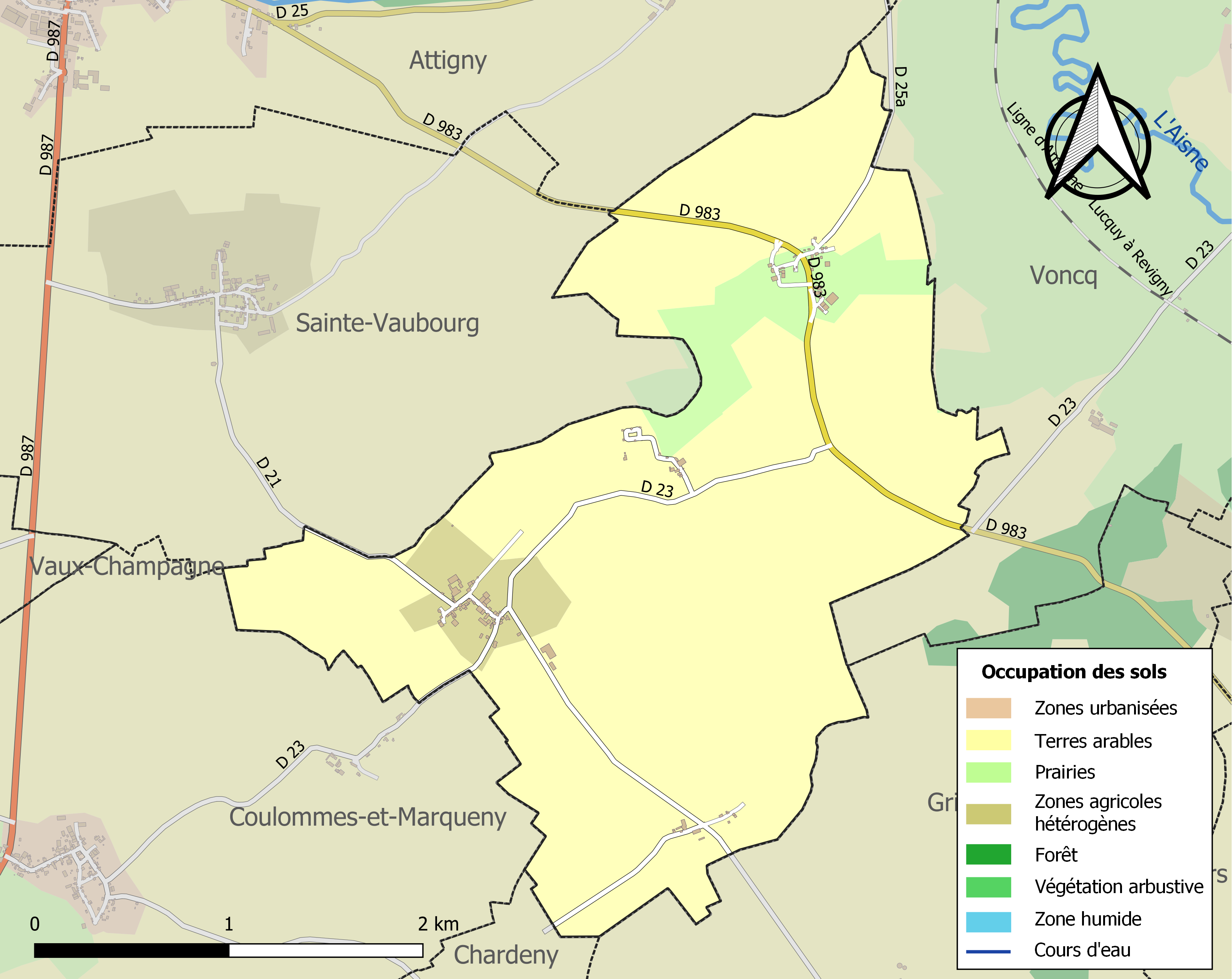
Carte des infrastructures et de l'occupation des sols de la commune en 2018 (CLC).

### Logement
En 2018, le nombre total de logements dans la commune était de 49, alors qu'il était de 38 en 1999.
Parmi ces logements, 72,2 % étaient des résidences principales, 19,2 % des résidences secondaires et 8,6 % des logements vacants. Ces logements étaient pour 93,8 % d'entre eux des maisons individuelles et pour 4,1 % des appartements.
La proportion des résidences principales, propriétés de leurs occupants était de 77,1 %, en légère baisse par rapport à 2008 (85,3 %). Logiquement, 22,9 % sont donc des locataires.
Chuffilly-Roche est située en zone géographique C, ce qui ne la rend pas éligible au dispositif Pinel.
Le tableau ci-dessous présente une comparaison de quelques indicateurs chiffrés du logement pour Chuffilly-Roche, la région Grand Est et la France entière en 2018 :
|                                        | Chuffilly-Roche | Grand Est | France     |
| -------------------------------------- | --------------- | --------- | ---------- |
| Ensemble des logements                 | 49              | 2 487 279 | 36 220 594 |
| Part des résidences principales (en %) | 72,2            | 87,0      | 82,1       |
| Part des résidences secondaires (en %) | 19,2            | 3,6       | 9,7        |
| Part des logements vacants (en %)      | 8,6             | 9,4       | 8,2        |
|                                        |                 |           |            |
| Part des maisons individuelles (en %)  | 93,8            | 56,2      | 55,5       |
| Part des appartements (en %)           | 4,1             | 43,0      | 43,4       |

### Planification de l'aménagement
En plus d'être soumis au règlement national d'urbanisme et au SCoT Sud Ardennes,, elle l'est aussi au plan local d'urbanisme intercommunal (PLUi) de la CC des crêtes préardennaises, mis en place en 2020, qui a plusieurs objectifs.
Dans un premier temps, il vise à « offrir aux habitants du territoire et aux nouveaux arrivants une qualité de vie en leur permettant de vivre à proximité de pôles ruraux structurants équipés de services », il veut également « maintenir et soutenir l'agriculture locale dans sa fonction nourricière, économique et environnementale, permettre sa diversification ».
Également, le tourisme est un point clé des territorialités, il faut donc « favoriser la mise en valeur de l'identité patrimoniale du territoire », « préserver les particularités des cœurs de villages typiques » et « permettre le développement d'activités existantes sur le territoire et l'accueil d'activités adaptées aux caractéristiques du territoire dans le respect d'une vision stratégique de localisation ».
Finalement, l'écologie étant très important pour les communes, il faut « viser l'autonomie énergétique en diminuant les besoins et en favorisant le développement choisi et maitrisé du mix énergétique », « favoriser un habitat économe en énergie » et, dans le même objectif, « préserver les ressources naturelles et les paysages remarquables ».

### Voies de communication et transports
Le village est traversé par quatre routes départementales : D 21, D 23, D 983, et D 25A.
Concernant les transports en commun, aucun arrêt de bus n'est présent dans la commune, le plus proche est celui de Voncq traversé par la ligne de transport à la demande « TAD05 » du réseau départemental,. Evidemment, on ne retrouve aucun transport de long trajet dans le village, les plus proches sont la gare d'Amagne - Lucquy, la gare TGV de Rethel et l'aéroport Châlons-Vatry (situé à Bussy-Lettrée).

### Risques naturels et technologiques
Aucun risque majeur n'est recensé dans la commune — pas de risque important d'inondation, risque sismique très faible, potentiel radon faible —, à l'exception d'une exposition au retrait-gonflement.

## Toponyme
À l'origine, la commune s'appelait Chuffilly-et-Roche.
Roche est un ancien hameau de la localité de Chuffilly.

Roche, du latin tardif rocca, d'origine pré-celtique, a le même sens qu'en français moderne mais peut aussi désigner un site fortifié, un château.

## Histoire
Il y avait un château, les seigneurs de Roche furent les abbesses de l'abbaye Saint-Étienne-les-Dames à partir de 1726 en le rachetant à Dame Marie de Hénin-Liétard.
La commune est née en 1828 de la fusion des deux communes de Chuffilly-et-Cœgny et Roche-et-Méry.

## Politique et administration

### Découpage territorial
La commune de Chuffilly-Roche est membre de la communauté de communes des Crêtes Préardennaises, un établissement public de coopération intercommunale (EPCI) à fiscalité propre.
Sur le plan administratif, elle est rattachée à l'arrondissement de Vouziers, au département des Ardennes et à la région Grand Est. Sur le plan électoral, elle dépend du canton d'Attigny pour l'élection des conseillers départementaux, et de la troisième circonscription des Ardennes pour les élections législatives.

### Élections municipales

#### Chronologie des maires
| Période                                  | Période                   | Identité                                  | Étiquette | Qualité              |
| ---------------------------------------- | ------------------------- | ----------------------------------------- | --------- | -------------------- |
| avant 1875                               | après 1876                | Decombis                                  |           |                      |
| 1989                                     | 2014                      | Bernard Aubry                             |           |                      |
| mars 2014                                | En cours (au 25 mai 2020) | Guy Morlet Réélu pour le mandat 2020-2026 |           | Agriculteur retraité |
| Les données manquantes sont à compléter. |                           |                                           |           |                      |

### Finances communales
La commune de Chuffilly-Roche est enregistrée au répertoire des entreprises sous le code SIREN 210 801 114. Son activité est enregistrée sous le code APE 84.11Z, correspondant aux administrations publiques générales.
En 2019, le budget communal s'équilibrait à 104 000 € dont 68 000 € en section de fonctionnement et 36 000 € en investissement. La part d'impôts locaux dans les produits de fonctionnement s'établissait à 35,18 %, contre 27,96 % pour la strate de communes équivalente, avec des taux d'imposition fixés à 22,84 % pour la taxe d'habitation (y compris THLV), 17,76 % et 24,54 % pour la taxe foncière sur le bâti et le non-bâti. Par ailleurs l’encours de la dette communale s’établit à 0 €/habitant contre 602 €/habitant pour la strate.

## Équipements et services publics

### Eau et déchets

#### Alimentation en eau potable
L'organisation de la distribution de l'eau potable, de la collecte et du traitement des eaux usées et pluviales relève des communes. La compétence eau et assainissement des communes est un service public industriel et commercial (SPIC).
Le service d'eau potable comporte trois grandes étapes : le captage, la potabilisation et la distribution d'une eau potable conforme aux normes de qualité fixées pour protéger la santé humaine. En 2021, c'est la commune qui assure ce service en régie.
Chuffilly-Roche est approvisionnée en eau potable par une seule station de pompage souterraine. En 2018, 15 456 m3 ont été pompés pour la seule consommation d'eau potable.

#### Assainissement des eaux usées
L'assainissement non collectif (ANC) désigne les installations individuelles de traitement des eaux domestiques qui ne sont pas desservies par un réseau public de collecte des eaux usées et qui doivent en conséquence traiter elles-mêmes leurs eaux usées avant de les rejeter dans le milieu naturel. Le syndicat d'eau et d'assainissement du Sud-Est des Ardennes assure pour le compte de la commune le service public d'assainissement non collectif (SPANC), qui a pour mission de vérifier la bonne exécution des travaux de réalisation et de réhabilitation, ainsi que le bon fonctionnement et l'entretien des installations.

#### Tarif de l'eau
En 2018, le prix de l'eau potable était de 1,30 €/m3 ; et celui de l'assainissement individuel était de 99,00 €.

#### Gestion des déchets
La gestion des déchets est une compétence de la communauté de communes des crêtes préardennaises, mais elle délègue la collecte au Syndicat mixte intercommunal de collecte des ordures ménagères de l'arrondissement de Rethel (Sicomar), et le traitement au Syndicat mixte de traitement des déchets ardennais. La collecte des ordures ménagères résiduelles, d'emballages, de papiers et de cartons est effectuée en porte-à-porte dans chaque commune tandis que le verre, le carton et le textile sont collectés en points d'apport volontaire. Par ailleurs, à Chuffilly-Roche, le ramassage des bacs d'ordures ménagères est effectué le vendredi tandis que le ramassage des bacs et/ou sac de tri est effectué le jeudi.
Un réseau de quatre déchèteries accueillent les encombrants et autres déchets spécifiques (dont déchets dangereux). La plus proche pour les habitants de la commune de Chuffilly-Roche est celle d'Attigny.

## Démographie
L'évolution du nombre d'habitants est connue à travers les recensements de la population effectués dans la commune depuis 1793. Pour les communes de moins de 10 000 habitants, une enquête de recensement portant sur toute la population est réalisée tous les cinq ans, les populations de référence des années intermédiaires étant quant à elles estimées par interpolation ou extrapolation. Pour la commune, le premier recensement exhaustif entrant dans le cadre du nouveau dispositif a été réalisé en 2004.

En 2022, la commune comptait 65 habitants, en évolution de −14,47 % par rapport à 2016 (Ardennes : −2,97 %, France hors Mayotte : +2,11 %).
| 1793 | 1800 | 1806 | 1821 | 1831 | 1836 | 1841 | 1846 | 1851 |
| ---- | ---- | ---- | ---- | ---- | ---- | ---- | ---- | ---- |
| 145  | 130  | 163  | 151  | 271  | 281  | 313  | 306  | 321  |

| 1866 | 1872 | 1876 | 1881 | 1886 | 1891 | 1896 | 1901 | 1906 |
| ---- | ---- | ---- | ---- | ---- | ---- | ---- | ---- | ---- |
| 316  | 297  | 303  | 307  | 272  | 236  | 248  | 209  | 232  |

| 1911 | 1921 | 1926 | 1931 | 1936 | 1946 | 1954 | 1962 | 1968 |
| ---- | ---- | ---- | ---- | ---- | ---- | ---- | ---- | ---- |
| 200  | 128  | 142  | 127  | 137  | 110  | 151  | 132  | 126  |

| 1975 | 1982 | 1990 | 1999 | 2004 | 2006 | 2009 | 2014 | 2019 |
| ---- | ---- | ---- | ---- | ---- | ---- | ---- | ---- | ---- |
| 116  | 84   | 100  | 91   | 87   | 86   | 91   | 79   | 72   |

| 2022 | - | - | - | - | - | - | - | - |
| ---- | - | - | - | - | - | - | - | - |
| 65   | - | - | - | - | - | - | - | - |

## Lieux et monuments
- Dans le bourg de Roche, le lavoir, avec un panneau du conseil général : « Lavoir de Roche. La fréquentation de ces lieux aurait inspiré Arthur Rimbaud. ».
- Dans le bourg de Chuffilly, l'église Saint-Pierre avec son cimetière et la fontaine Saint-Pierre, inscrits au titre des monuments historiques en 1948[64].
- Chapelle Saint-Médard de Méry.

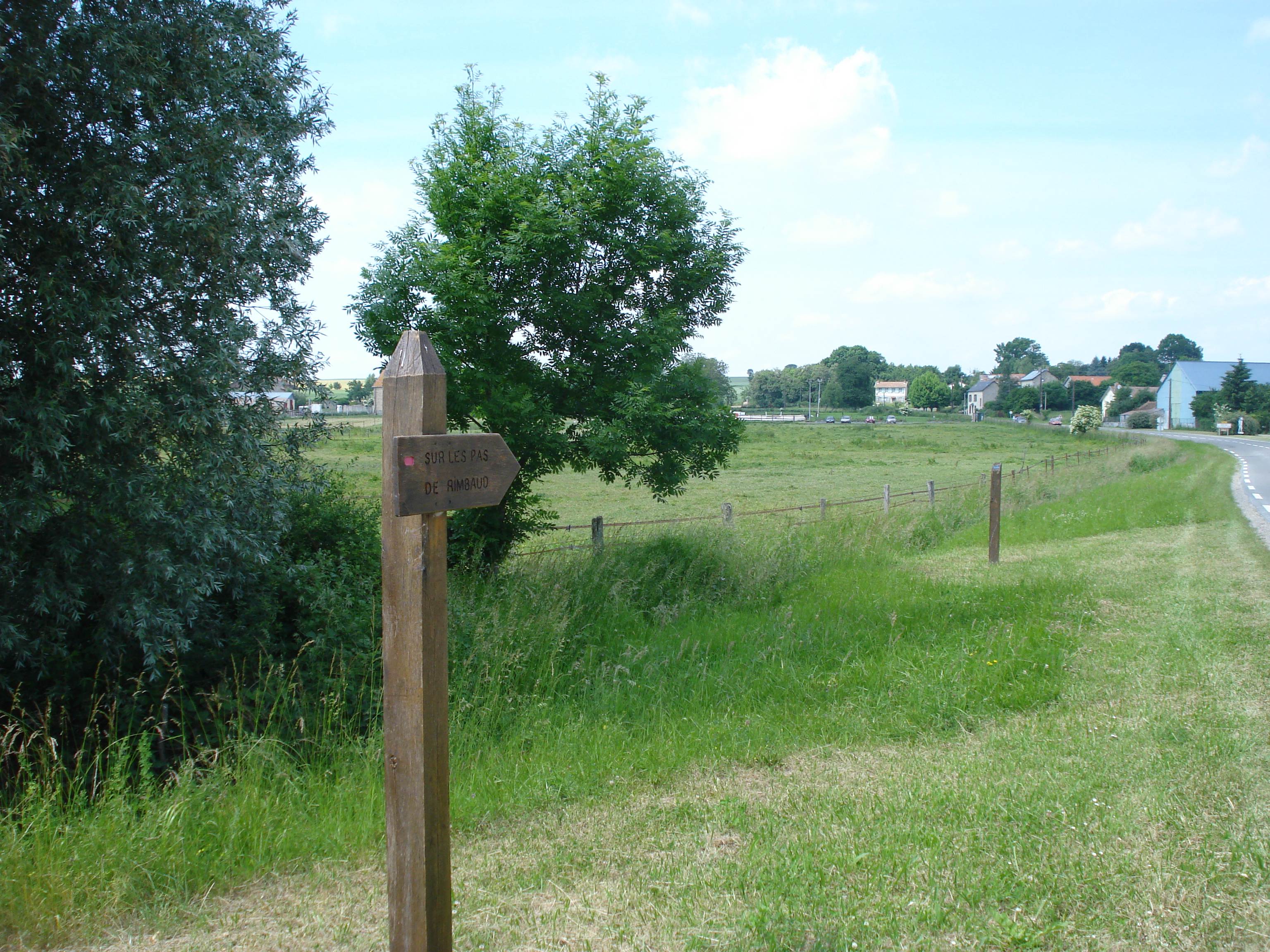
Abords de Roche.
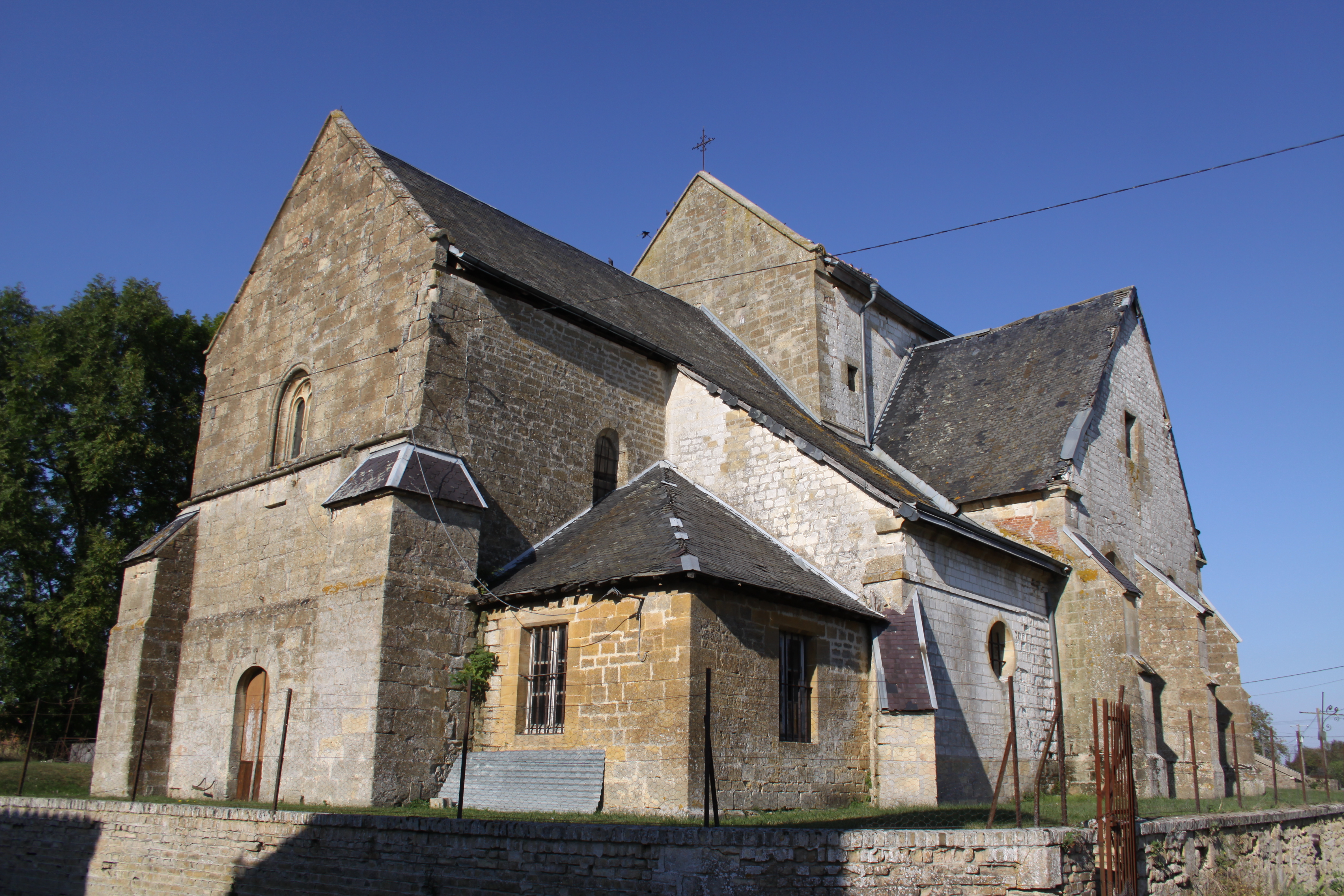
Église Saint-Pierre.
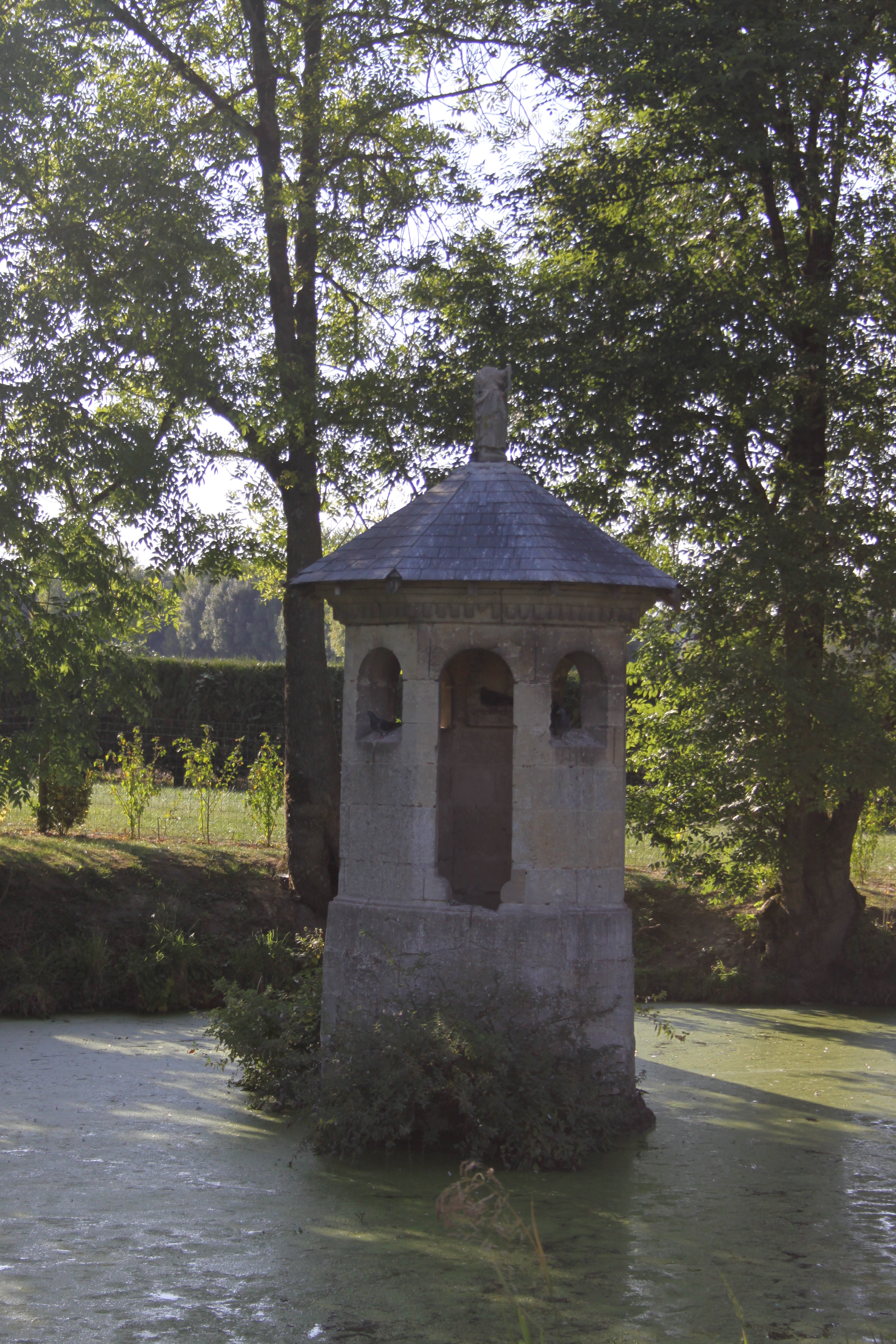
Fontaine Saint-Pierre.
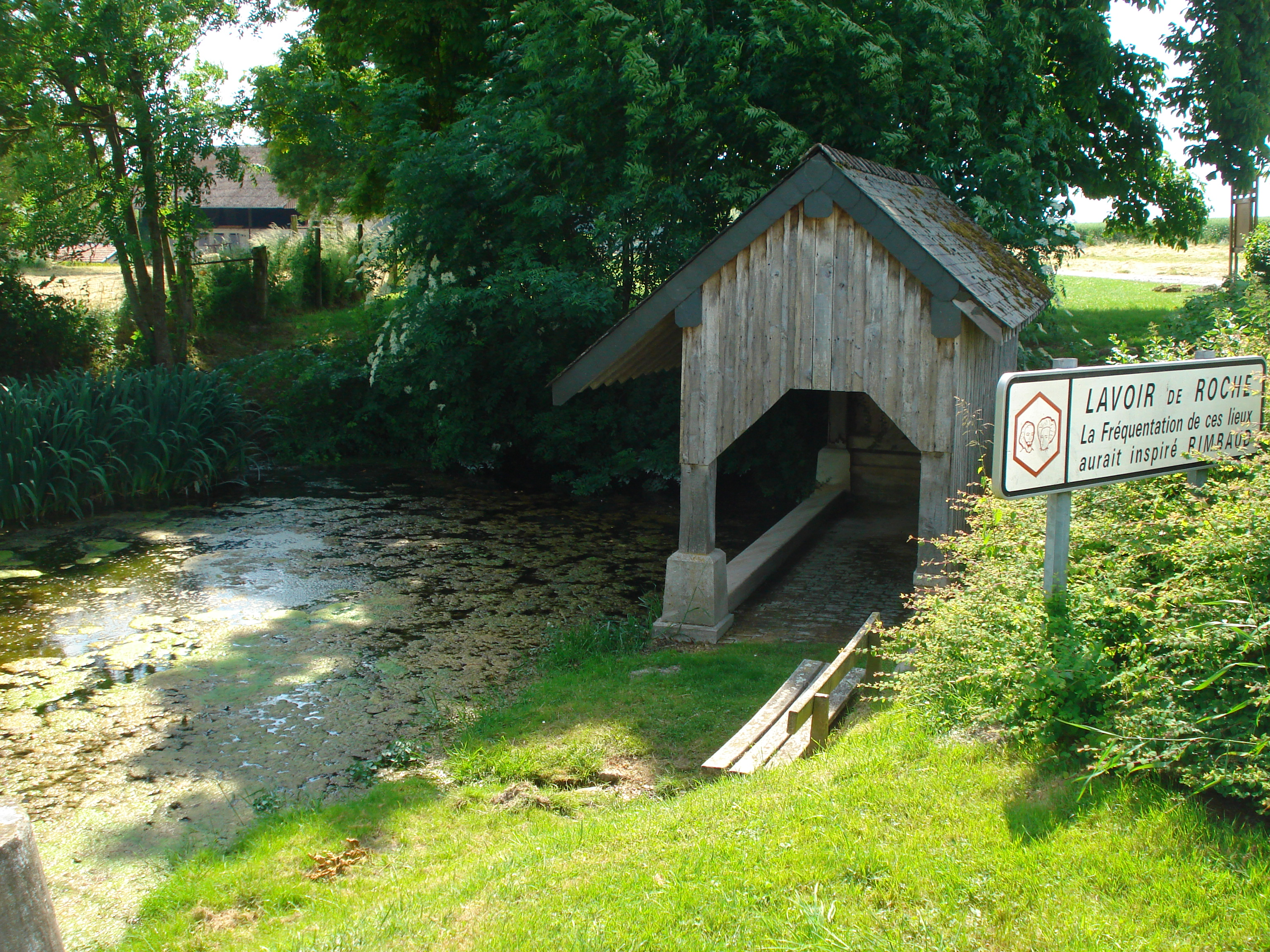
Lavoir de Roche.

## Personnalités liées à la commune
Arthur Rimbaud séjourna dans le hameau de Roche, sa mère, Vitalie Rimbaud y tenant une ferme familiale. Sa famille maternelle, les Cuif, dont la présence est attestée depuis le XVIe siècle au village, y possédait une ferme. Il y écrivit certaines de ses œuvres, notamment Une saison en enfer et Le Bateau ivre, alors qu'il habitait à proximité du lavoir,.
De la ferme des Cuif, qui était une des plus imposantes du village, il ne reste aujourd'hui qu'un pan de mur. Cette propriété a été transmise par la mère d'Arthur Rimbaud, Vitalie Cuif, à la sœur du poète, Isabelle, qui y habita en compagnie de son mari, Paterne Berrichon. Paul Claudel en parle dans son journal en 1912. Elle devint, pendant la Première Guerre mondiale, le siège de la kommandantur. Le 12 octobre 1918, les occupants allemands quittèrent la ferme, en la dynamitant.
De l'autre côté de la départementale, le long de laquelle subsiste ce petit pan de mur, se dressent deux colonnes de pierre marquant l'entrée de l'ancien verger des Cuif, et le lavoir.
La maison reconstruite à l'emplacement de l'ancienne ferme familiale a été achetée en 2017 par la chanteuse américaine Patti Smith,.

## Héraldique
| Blason de Chuffilly-Roche | Blason  | De gueules à la bande d'or côtoyée de deux cotices du même et accompagnées de deux gerbes de trois épis de blé chacune, ces derniers empoignés et liés d'or, au chef cousu d'azur chargé d'un lion léopardé d'or. |
| Blason de Chuffilly-Roche | Détails | Le statut officiel du blason reste à déterminer. |